# Juillet 1923

## Événements
- Afrique[1] : le Devonshire White Paper proclame que « le Kenya étant avant tout un territoire africain, les intérêts des Africains devaient y passer avant tout ». Le gouvernement colonial concède la création d’un Legco (Legislative Council) où des membres élus représentent les Européens, les Indiens et les Arabes, tandis que les intérêts des Africains sont défendus par un missionnaire désigné par le gouverneur.

- 1er juillet : loi de l'immigration chinoise de 1923 interdisant l'immigration chinoise au Canada.

- 2 juillet : dixième édition du Grand Prix de France à Strasbourg. Le pilote britannique Henry Segrave s'impose sur une Sunbeam.

- 6 juillet, Allemagne : répondant aux exigences britanniques, le gouvernement français répète qu’il refusera d’étudier les propositions de l’Allemagne tant que durera la résistance passive dans la Ruhr.

- 12 juillet, Allemagne : le Parti communiste décide d’organiser une journée antifasciste le 29 juillet. Il rallie de nombreux syndicalistes et de sans-parti. La manifestation est interdite dans la plupart des États.

- 20 juillet : Pancho Villa est assassiné.

- 24 juillet : traité de Lausanne, mettant fin à la Guerre gréco-turque, et modifiant le Traité de Sèvres, au profit de la Turquie qui reprend l'Arménie et une partie de la Thrace. Le traité reconnaît l’indépendance de la Turquie, abolit les Capitulations, et consacre le retour du pays dans la communauté internationale. France (Syrie et Liban) et Royaume-Uni (Irak, Palestine et Transjordanie) se partagent les provinces arabes. Les détroits restent démilitarisés. La Turquie récupère toute l’Asie Mineure et la Thrace orientale. Il n’est plus question d’Arménie indépendante, les alliés ayant renoncé, sous l’influence de la Grande-Bretagne, qui compte négocier cet abandon contre l’attribution de Mossoul à l’Irak.

- 25 juillet : premier vol du « de Havilland DH.42 Dormouse ».

- 30 juillet : premier vol du de Havilland DH.50.

## Naissances
- 1er juillet : Constance Ford, actrice américaine († 26 février 1993).
- 2 juillet : Wisława Szymborska, Prix Nobel de littérature polonaise († 1er février 2012).
- 5 juillet : Gustaaf Joos, cardinal belge († 2 novembre 2004).
- 6 juillet :
  - Madame Claude, proxénète française († 19 décembre 2015).
  - Wojciech Jaruzelski, général et homme d'État polonais († 25 mai 2014).
- 12 juillet : James E. Gunn, écrivain américain († 23 décembre 2020).
- 15 juillet : Philly Joe Jones, batteur de jazz américain († 30 août 1985).
- 17 juillet : Léon Taverdet, évêque catholique français, évêque émérite de Langres († 8 août 2013).
- 21 juillet : Rudolph Marcus, chimiste canadien.
- 22 juillet : Jean de Herdt, judoka français († 5 janvier 2013).
- 23 juillet : 
  - Claude Luter, clarinettiste de jazz français († 6 octobre 2006).
  - Jacqueline Caurat, présentatrice, animatrice de télévision et journaliste française.
  - Luis Procuna, matador mexicain († 10 août 1995).
  - Bob Dole, personnalité politique américaine († 5 décembre 2021).
- 24 juillet : Albert Vanhoye, cardinal français, président émérite de la Commission biblique internationaux († 29 juillet 2021).

- 25 juillet : Estelle Getty, actrice américaine († 22 juillet 2008).
- 27 juillet : Yahne Le Toumelin, peintre française († 8 mai 2023).
- 31 juillet : Victor Goldbloom, médecin et politicien anglo-québécois († 15 février 2016).

## Décès
- 17 juillet : John Strathearn Hendrie, lieutenant-gouverneur de l'Ontario.
- 23 juillet : Pancho Villa, révolutionnaire mexicain.